# Repulsion
Repulsion — прото-грайнд/дэт-метал-группа. Образовалась в городе Флинт, штат Мичиган, США. Являются одной из групп-создателей жанра. Так же, наряду с Carcass являются одними из основоположников горграйнда.

## История
Группа образовалась в 1984 году под названием Tempter. Позже они сменили название на Ultraviolence и Genocide, и в конечном итоге остановились на Repulsion. Группу часто считают одним из крупнейших новаторов в грайндкоре; они оказали влияние на такие известные группы, как Napalm Death и Carcass.

## Участники

### Текущий состав
- Скотт Карлсон — вокал, бас-гитара
- Мэтт Оливо — гитара
- Кол Джонс — ударные
- Мэтт Харви — гитара

### Основатели группы
- Аарон Фриман — гитара
- Дэйв «Grave» Холлинсхед — ударные
- Фил Хайнс — ударные

## Дискография

### Демо
- Rehearsal Tape (1984)
- Violent Death (1985)
- Stench of Burning Death (1986)
- WFBE (1986)
- Horrified (1986)
- Rebirth (1991)
- Final Demo (1991)

### Синглы
- «Excruciation» (Relapse, 1991)

### Компиляции
- Horrified (Necrosis, 1989; Relapse 1992, 2003; Southern Lord 2006)

### Видеография
- Necrothology (DVD, 2004)

### Сплиты
- Releapse Singles Series Vol.3 (2004)